# コチ

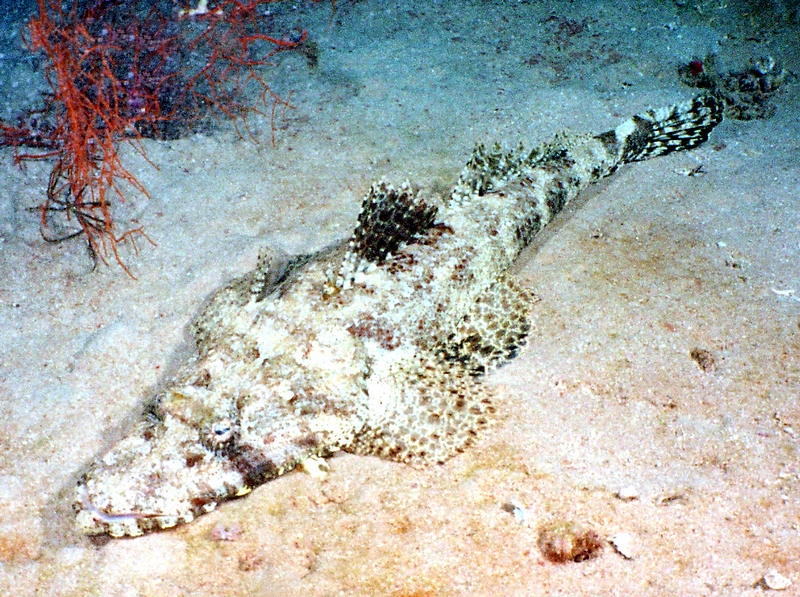
コチ科の大型種 Papilloculiceps longiceps。西インド洋の沿岸域に分布する

コチ（鯒、牛尾魚、鮲）は、上から押しつぶされたような平たい体と大きなひれをもち、海底に腹ばいになって生活する海水魚の総称である。ネズミゴチ、マゴチ、メゴチなど、どれも外見が似ているが、目のレベルで異なる2つの分類群から構成される。

## 概要
熱帯から温帯の海に広く分布する。全長5cmほどにしかならないものから全長1mを超えるものまで多くの種類がある。多くは海岸近くの浅い海に生息し、河口などの汽水域にも侵入するが、水深200m-600mほどの深海に生息する種類もいる。生息環境も砂泥底、岩礁、サンゴ礁など種類によって異なる。
上から押しつぶされたような左右に平たい体をしている。体の幅は鰓蓋の部分で最も広く、尾に近づくにしたがって細くなる。胸びれは大きくて丸く、すぐ下にこれも大きい腹びれがある。背びれは2つに分かれている。
腹側は白っぽいが、背中側の体色は周囲の環境に合わせた保護色となっている。砂底に生息するものは黄褐色-褐色の地味な体色だが、岩礁やサンゴ礁に生息するヤマドリやニシキテグリなど派手な体色の種類もいる。また、深海に生息するウバゴチやアカゴチ、イナカヌメリなどは赤っぽい体色をしている。
多くは腹を海底につけて生活する底生魚で、海底に貼りつくか、砂泥の中に浅く潜って海底に擬態し、獲物や敵の目をあざむく。食性は肉食性で、ゴカイ、貝類、頭足類、甲殻類、小魚など他の小型底生動物（ベントス）を捕食する。いっぽう敵はサメ、エイ、エソ、ハモ、ヒラメなどの大型肉食魚類で、小型のコチは大型のコチに捕食されることもある。
日本では釣りや投網、地引き網、底引き網などで多く漁獲される。小型のものは食用にされないが、中型から大型のものは刺身、天ぷら、唐揚げ、煮付け、魚肉練り製品の原料などに利用される。マゴチなど一部は高級魚として扱われる。関西ではガッチョウと呼び、夏の味覚である。

## 分類
コチ類はどれも似たような外見だが、カサゴ目・コチ亜目とスズキ目・ネズッポ亜目の二つの分類群からなる。二つの分類間ではよく見ると口の大きさや体表の様子などが異なり、別の魚であることがわかる。これらは水底での生活に適応する過程で平行進化を起こしたものと考えられる。
以下、それぞれの分類について、日本近海産のおもな種類を挙げる。

### カサゴ目・コチ亜目
マゴチ、メゴチ、ワニゴチ、ウバゴチなどはカサゴ目・コチ亜目に分類される。
- カサゴ目 Scorpaeniformes
  - コチ亜目 Platycephaloidei
    - アカゴチ科 Bembridae - アカゴチ
    - ウバゴチ科 Parabembridae - ウバゴチ
    - ヒメキチジ科 Plectrogehiidae - ヒメキチジ、バラハイゴチ
    - コチ科 Platycephalidae - マゴチ、イネゴチ、メゴチ、ワニゴチ、エンマゴチなど多数
      - コチ属 Platycephalus
        - Platycephalus fuscus G. Cuvier, 1829 (Dusky flathead)
        - Platycephalus indicus (Linnaeus, 1758) (Bartail flathead)
        - Platycephalus speculator Klunzinger, 1872 (Yank flathead)

      - メゴチ属 Suggrundus
        - Suggrundus cooperi (Regan, 1908)
        - Suggrundus macracanthus (Bleeker, 1869) (Large-spined flathead)
        - Suggrundus meerdervoortii (Bleeker, 1860)

    - ハリゴチ科 Hoplichthyidae - ソコハリゴチ、ナツハリゴチ、イトハリゴチなど

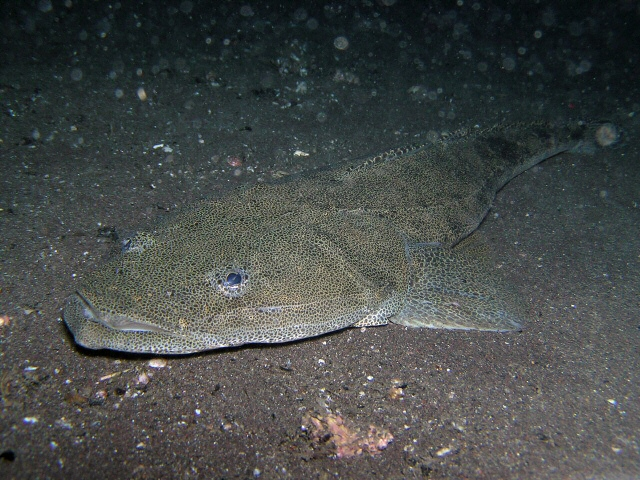
海底に伏せるマゴチ

これらは口が大きく、上顎より下顎が突き出ている。頭部は皮膚が薄く骨板が発達していて、各所に小さなとげがある。体表は粘液が少なく、ザラザラしている。雄性先熟の性転換をおこなうので、オスよりもメスのほうが大きい。1mほどになる大型種を含むのはこちらの分類群である。
マゴチ Platycephalus sp.
全長は最大1mほどになる大型種。頭部はシャベルのように左右に平たく、下顎の先端が丸い。胸びれに小さな褐色の斑点がある。西日本の海岸近くの砂泥底に生息する。夏が旬で高級食材として扱われ、釣りの対象としても人気がある。日本には他にヨシノゴチというよく似た種類も分布する。
Platycephalus indicus (Linnaeus, 1758)
全長1mほどになる大型種。地中海、インド洋、熱帯太平洋に分布し、日本では奄美大島以南の南西諸島で見られる。マゴチは従来この魚と同一種とされてきたが、研究が進んだ結果西日本近海のマゴチは別種とされた。

イネゴチ Cociella crocodila (Tilesius, 1812)
全長50cmほど。マゴチやメゴチに似るが第一背びれの縁が黒いこと、目の下の隆起線上に3本の棘があることなどで区別する。西日本から東シナ海にかけての沿岸に分布する。
メゴチ Suggrundus meerdervoortii (Bleeker, 1860)
全長25cmほど。頭部には小さなとげや突起がある。マゴチやメゴチに似るが第一背びれの後半部が黒いこと、目の下の隆起線上に4本以上の棘があることなどで区別する。西日本から南西諸島、台湾まで分布し、沿岸域の砂泥底に生息する。
なお、釣り人の間ではスズキ目・ネズッポ亜目のネズミゴチなどを「メゴチ」と呼ぶことが多い。
ワニゴチ Inegocia guttata (Cuvier, 1829)
全長60cmほどになる大型種。マゴチに比べて吻が細長く、和名のとおりワニにも似た頭部をしている。西日本から南シナ海にかけて分布し、沿岸域に生息する。
エンマゴチ Cymbacephalus beauforti (Knapp, 1973)
全長60cmほどになる大型種。ワニゴチに似るが目の後ろがくぼみ、皮膚が房状に変化した突起が頭部に多くついている。伊豆諸島以南の西太平洋熱帯域に分布する。
ウバゴチ Parabembras curta (Temminck et Schlegel, 1843)
全長30cmほど。頭部は左右に平たいが、尾部はふつうの魚のように上下に平たい。全身が赤く、尻びれに3本の棘条が発達する。西日本の太平洋側から南シナ海にかけて分布し、やや深い海に生息する。

### スズキ目・ネズッポ亜目

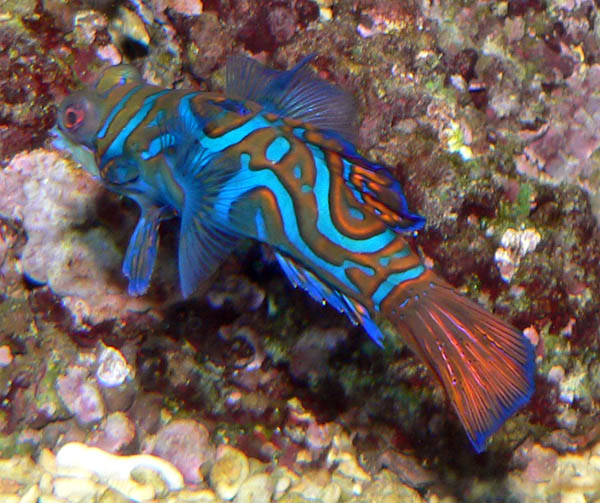
ニシキテグリ

いっぽうネズミゴチ、ヨメゴチ、ヤマドリ、ニシキテグリ、イナカヌメリなどはスズキ目・ネズッポ亜目に分類される。
- スズキ目 Perciformes
  - ネズッポ亜目Callionymoidei
    - ネズッポ科 Callionymidae - ネズミゴチ、ヨメゴチ、ヤマドリ、コウワンテグリ、ニシキテグリなど
    - イナカヌメリ科 Draconettidae - イナカヌメリ、ハナガサヌメリなど

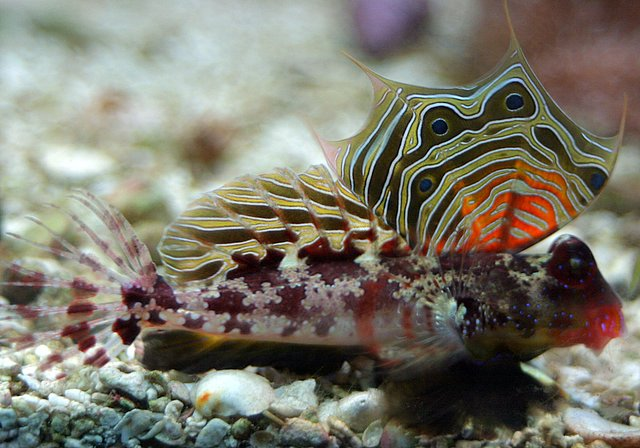
コウワンテグリのオス。背びれを大きく広げている

これらは口が小さく、上顎が突き出る。頭部には骨板がなく、鰓蓋の上に1対の太い棘がある。鰓孔（えら穴）は他の魚のように裂けず、小さな丸い穴で背中側に開く。体表は粘液が多くヌルヌルしている。メスよりもオスのほうが大きい。また、第1背びれの形や模様は種類やオスメスによって異なり、この背びれを広げて求愛行動などをおこなう。
ネズミゴチ Repomucenus richardsonii (Bleeker, 1854)
全長20cmほど。背中側には黄褐色や白の細かい斑点がある。鰓蓋の棘は内側に弧を描き、さらに内側に数個の歯をもつ。北海道以南の日本沿岸から南シナ海まで分布し、海岸近くの砂底に多く生息する。釣り人にはキス釣りの際の外道としてなじみ深く、「メゴチ」と呼ばれるが、標準和名でメゴチといえばカサゴ目の魚を指す。多くの近縁種がいる。
ヤリヌメリ R. huguenini (Bleeker, 1859)
全長18cm。日本から東シナ海にかけて分布するが、マレーシアやニューカレドニアからの報告もある。外見はネズミゴチに似るが、和名通り鰓蓋の棘が槍のようにまっすぐ尖ることで区別できる。メチルメルカプタン、ジメチルジスルフィドなどの硫黄化合物に由来する悪臭を放つ。神奈川県では本種を摂食したことによる食中毒の報告例がある。
ヨメゴチ Calliurichthys japonicus (Houttuyn, 1782)
全長30cmほど。尾びれが長大で、尻びれのふちと尾びれの下半分が黒い。西日本から東シナ海にかけて分布し、ネズミゴチよりもやや深い場所に生息する。
ヤマドリ Neosynchiropus ijimai (Jordan et Thompson, 1914)
全長10cmほどの小型種。赤の地に白、青、褐色などの小さな斑点が散りばめられた派手な体色をしている。東北地方太平洋岸を除く北海道南部から本州、四国、九州北部に分布し、浅い海の岩礁と砂底が混じったような環境に生息する。
コウワンテグリ N. ocellatus (Pallas, 1770)
全長8cmほどの小型種。ヤマドリに似るが体に5本の横しま模様があること、オスの第一背びれに4個の目玉模様があることなどで区別する。インド洋と西太平洋の熱帯域に分布する。日本では本州南部の太平洋側以南で見られ、ヤマドリより南方系である。
ニシキテグリ Pterosynchiropus splendidus (Herre, 1927)
全長7cmほどの小型種。目が大きくて体の断面も平たくない。緑色の地に青い曲線の模様が入った派手な体色をしており、およそコチの仲間に見えない外見をしている。西太平洋の熱帯域に分布し、サンゴ礁のサンゴの枝の間に生息する。シノニムとして Synchiropus splendidus がある。
イナカヌメリ Draconetta xenica Jordan et Fowler, 1903
全長10cmほど。体は赤橙色で目が大きい。インド洋とハワイ諸島以西の西太平洋に分布し、やや深い砂泥底に生息する。

## 釣り方
餌をテンヤにつけ、孫バリは背に刺しておく。テンヤがそこに着いたらミチイトのフケを取り除き、竿で1メートル程しゃくりあげ、1、2秒待ってから底を引きずらないうちにまたしゃくりあげる。初秋のゴチ釣りはテンヤ仕掛けが多く、狙い場は砂泥底に根があるようなところ、砂泥地の小砂利地帯などである。夜が明けて明るくなり始めた時から日の出までの時間と、暗くなり始めてから完全に暗くなるまでの時間や、曇空の日が狙い時である。